# 総社町 (群馬県)
総社町（そうじゃまち）は群馬県の中央部、群馬郡に属していた町である。現在の前橋市総社地区に相当する。

## 地理
榛名山の東麓に位置する。町の東部を利根川が流れる。

## 歴史
- 1889年（明治22年）4月1日 - 町村制施行により総社町、高井村、植野村が合併し西群馬郡総社町が成立する。
- 1896年（明治29年）4月1日 - 郡統合（西群馬郡と片岡郡の統合）により群馬郡に所属する。
- 1921年（大正10年）7月1日 - 上越南線（現：上越線）群馬総社駅が開業する。（新前橋〜渋川間開通）
- 1954年（昭和29年）4月1日 - 周辺6村（勢多郡上川淵村、下川淵村、芳賀村、桂萱村、群馬郡東村、元総社村）とともに前橋市へ編入する。前橋市総社地区となる。

## 地域

### 町内の大字
- 植野
- 総社
- 高井

### 教育

#### 小学校
- 総社町立総社小学校

#### 中学校
- 総社町立総社中学校

## 交通

### 鉄道
- 上越線
  - 群馬総社駅

### 道路
- 県道
  - 群馬県道6号前橋箕郷線
  - 群馬県道15号前橋伊香保線